# Jamie Ram
Jamie Ram, född 18 januari 1971 i Scarborough, Ontario, är en kanadensisk före detta professionell ishockeymålvakt. Han spelade en mach med New York Rangers säsongen 1995-1996, 